# Laís Bodanzky
Laís Bodanzky (São Paulo, 23 de setembre de 1969) és una directora de cinema i de teatre brasilera, especialment coneguda per la pel·lícula Bicho de Sete Cabeças (2001), la seva opera prima, englobada en el marc de cinema de denúncia social.

## Trajectòria
Filla del cineasta Jorge Bodanzky, al principi, Laís volia ser actriu. Va estudiar en el Centre de Recerca Teatral d'Antunes Filho. Va ser llavors, en estudiar actuació quan es va adonar que el que a ella li interessava era la concepció de l'espectacle. Posteriorment va estudiar a la universitat FAAP on va conèixer Caio i Fabiano Gullane i on va començar el projecte de cinema itinerant. "El més important d'estudiar el cinema és trobar als teus parells. Treballar amb els millors del mercat no sempre és un senyal d'èxit. Per a mi, la qual cosa sempre va funcionar bé va ser treballar amb persones del mateix nivell que el meu, persones talentoses que creixen juntes i on pugui haver-hi diàleg sobre els processos " explica Bodanzky.
En 1997 va fundar al costat de qui va ser la seva parella Luiz Bolognesi la productora Buriti Films des de la que coprodueix la seva obra.
El seu primer treball documental va ser realitzat en 1999, Cine Mambembe - O Cinema Descobre o Brasil i poc després, en el 2000 va estrenar el seu primera llargmetratge, "Bicho de Sete Cabeças". Va participar en la Selecció Oficial de Toronto i va ser guanyador de la Millor Pel·lícula en Biarritz, entre altres 46 premis nacionals i internacionals.
El seu segon llargmetratge va ser "Chega de Saudade", una coproducció amb el canal Arte de França. Laís va dirigir un dels episodis de la pel·lícula Invisible World per a la Mostra Internacional de Cinema de São Paulo, projecte que va comptar amb noms com Wim Wenders, Manoel de Oliveira, Atom Egoyan, entre d'altres.
El 2012 va dirigir com a documentalista un treball sobre les dones olímpiques brasileres als Jocs Olímpics formant part del projecte "Memòria de l'esport olímpic brasiler" El 2015, va dirigir dos episodis de la segona temporada de la sèrie PSI per a HBO.
En 2017 va estrenar Como Nossos Pais protagonitzada per Maria Ribeiro, història d’una dona que només fa coses que la gent vol que faci. Va ser seleccionada per a la Mostra Panorama Especial al 67è Festival Internacional de Cinema de Berlín, premiat al 19è Festival de Cinema Brasiler de París i al Festival de Gramado.

### Cine Tela Brasil
Amb la seva parella Luiz Bolognesi a iniciar en 2005 un projecte itinerant d'exhibició gratuïta de pel·lícules en ciutats dels estats brasilers de São Paulo, Rio de Janeiro i Paraná utilitzant un camió. El Cinema Tela Brasil consisteix en una gran carpa de 13m x 15m, on s'instal·len 225 cadires, equip professional de projecció 35mm (cinemascope), pantalla de 7m x 3m, so estèreo surround i aire condicionat. Tota l'estructura és muntada i desmuntada a cada visita, sent transportada per un camió propi, que durant les sessions es transforma en cabina de projecció. Les sessions tenen una durada mitjana d'una hora i 30 minuts, sempre amb l'exhibició d'una pel·lícula brasilera de llargmetratge. El projecte promou quatre sessions diàries de cinema.
Fins a finals de juliol de 2007, el projecte havia visitat 111 ciutats, promovent 1.355 sessions i abastant un públic de més de 260 mil persones.

## Vida personal
Laís Bodanzky va estar casada amb el realitzador i guionista brasiler Luiz Bolognesi amb qui té dos fills i del qual en 2017 estava divorciada encara que manté la col·laboració professional.

## Filmografia

### Com a directora
- Cartão Vermelho (curtmetratge; 1994)
- Cine Mambembe - O Cinema Descobre o Brasil (documental; 1999)
- Bicho de Sete Cabeças (2001)
- A Guerra dos Paulistas (documental; 2003)
- Chega de Saudade (2008)
- As Melhores Coisas do Mundo (2010)
- "O Ser Transparente" em Mundo Invisível (2011)
- Mulheres Olímpicas (documental; 2013)
- Educação.doc (sèrie; 2013)
- Como Nossos Pais (2017)
- A Viagem de Pedro (2021)

## Premios y reconocimientos
- Premi a la millor direcció Gran Prêmio BR de Cinema, per Bicho de Sete Cabeças.
- Premi a la millor direcció del Festival de Brasília, per Bicho de Sete Cabeças.
- Premi a la millor direcció del Festival do Recife, per Bicho de Sete Cabeças.
- Premi APCA 2010 de millor direcció per As Melhores Coisas do Mundo.
- Premi a la millor direcció al Festival de Gramado, per Como Nossos Pais.
- Premi del públic a la XXIV Mostra de Cinema Llatinoamericà de Catalunya Como Nossos Pais.[11]